# Мария Ангелова (Скопие)
Мария Ангелова (на македонска литературна норма: Марија Ангелова) е педагожка и политик от Северна Македония.

## Биография
Родена е на 27 август 1980 година в град Скопие, тогава в Социалистическа федеративна република Югославия. Завършва начална педагогика в Педагогическия факултет на Скопския университет „Свети Кирил и Методий“, а след това прави магистратура по управление на човешките ресурси в Педагогическия факултет на Щипския университет.
На 30 юни 2014 година замества станалата министър на вътрешните работи Гордана Янкулоска като депутат от ВМРО – Демократическа партия за македонско национално единство в Събранието на Република Македония.